# Lösch (Familienname)
Lösch oder Loesch ist ein deutscher Familienname.

## Namensträger
- Achim von Loesch (1923–2019), deutscher Bankier und Theoretiker der Gemeinwirtschaft und Alternativökonomie
- August Lösch (1906–1945), deutscher Nationalökonom
- Augustin Lösch (1471–1535), herzoglich bayerischer Kanzler
- Bettina Lösch (* 1972), Politikwissenschaftlerin und Hochschullehrerin
- Brigitte Lösch (* 1962), deutsche Politikerin (Grüne), MdL Baden-Württemberg
- Claudia Lösch (* 1988), österreichische Behindertensportlerin
- Conny Lösch (* 1969), deutsche Übersetzerin
- Dana Loesch (* 1978), US-amerikanische Talkradio-Moderatorin und Waffenlobby-Aktivistin
- Dorothea Maria Lösch (1730–1799), der erste weibliche Schiffskapitän Schwedens
- Ernst Loesch (1860–1946), deutscher Maler und Schriftsteller
- Friedrich Lösch (1903–1982), deutscher Mathematiker
- Günter Maria Lösch (1931–2017), italienischer Chirurg
- Heinrich Philipp Loesch (1826–1896), deutscher Schuhmachermeister und Brunnen-Stifter in Bern
- Heinrich von Loesch (Jurist) (1873–1947), deutscher Rittergutsbesitzer, Jurist und Rechtshistoriker
- Heinrich von Loesch (Journalist) (* 1934), deutscher Journalist
- Heinz von Loesch (* 1959), deutscher Musikwissenschaftler
- Joachim Lösch (* 1971), deutscher Jazzmusiker
- Joachim von Loesch (1905–1987), deutscher Vertriebenenfunktionär
- Johann Adolf Loesch von Hilkerthausen (vor 1619–1663), Ritter des Deutschen Ordens
- Karl Christian von Loesch (1880–1951), deutscher Ethnologe
- Leo Lösch (Leo Lösch von Hilkertshausen; vor 1552–1559), deutscher Geistlicher, Bischof von Freising
- Lisa Lösch (* 1996), deutsche Fußballspielerin
- Marian Lösch (* 1990), deutscher Schauspieler
- Mario Lösch (* 1989), österreichischer Fußballspieler
- Markus Lösch (* 1971), deutscher Fußballspieler
- Max Loesch (1873–1957), deutscher Kapitän zur See der Kaiserlichen Marine
- Rainer Lösch (* 1944), deutscher Botaniker
- Robert Lösch (vor 1875–nach 1902), deutscher Theaterschauspieler und Librettist
- Stephan Lösch (Stefan Lösch; 1881–1966), deutscher Priester, Kirchenhistoriker und Hochschullehrer
- Susen Lösch (* 1993), deutsche Orientierungsläuferin
- Toni Lösch (vor 1870–nach 1902), deutsche Theaterschauspielerin, siehe Toni Kaden
- Uwe Loesch (* 1943), deutscher Grafiker
- Volker Lösch (* 1963), deutscher Theaterregisseur
- Werner Loesch (1911–1942), deutscher Zeitungswissenschaftler und Funktionär (SA)
- Wilhelm Lösch (Jurist) (1518–1572), bayerischer Jurist und Geheimer Rat
- Wilhelm Lösch (Politiker), deutscher Politiker, Bürgermeister von Heidenheim
- Wolfram Lösch (* 1982), deutscher Skeletonpilot